# Universal Business Language
Universal Business Language (UBL) es una librería estándar de documentos XML, diseñados para representar documentos empresariales tales como órdenes de venta o facturas. Ha sido desarrollada por un comité técnico de la organización OASIS, con la participación de varias organizaciones relacionadas con los estándares de datos en la industria. UBL está pensada para integrarse directamente en las prácticas empresariales, legales, auditoras o de gestión de registros actualmente vigentes. Y está diseñada para eliminar el trabajo de reteclear de nuevo datos que se da en los actuales sistemas empresariales de intercambio de documentos basados en fax o en papel. A la par, que supone un punto de entrada al comercio electrónico para PYMES.
La versión 2.0 de UBL fue aprobada como especificación de un comité de OASIS en octubre de 2006 y está públicamente disponible. Aun siendo propiedad de OASIS, puede ser usado libremente por cualquiera, sin ningún tipo de pago de  o contraprestación alguna por su uso. La librería de documentos empresariales de UBL es un completo lenguaje de marcado, que dispone de herramientas de validación, de escritura, de procesado y de generación de dichos documentos.
Los orígenes de UBL 2.0 se remontan a los estándares EDI y a otros estándares XML anteriores. En total están contemplados 31 documentos,que abarcan prácticamente todas las necesidades empresariales en cuanto a procesamiento de ofertas, pedidos, ventas, facturación y pagos.

## Subconjunto de documentos para el Norte de Europa - Northern European Subset - NES
Como parte de acuerdos de cooperación en materia de comercio electrónico, representantes de algunos países del norte de Europa: Dinamarca, Suecia, Noruega, Finlandia, Reino Unido e Islandia, han creado un grupo de trabajo para desarrollar un subconjunto propio de documentos UBL 2.0
El objetivo principal de NES es definir los usos semánticos de UBL 2.0, aplicados a determinados procesos empresariales. Para conseguirlo, se restringe y acota el estándar UBL 2.0, aplicándole "perfiles" concretos para determinadas situaciones empresariales. El uso de cada elemento individual se describe en detalle para evitar conflictos de interpretación. Y cada país elabora guías de uso propias, definiendo el uso de NESUBL adaptado sus costumbres locales. De esta forma, se pretende permitir a compañías e instituciones el poder implementar sistemas de comercio electrónico simplemente por adhesión a un perfil determinado, sin necesidad de negociaciones bilaterales para cada caso. 
El subconjunto NESUBL se publicó en marzo de 2007. Y se espera que pronto estén ampliamente disponibles aplicaciones basadas en él. Siendo promocionado por iniciativas auspiciadas por los distintos gobiernos. Por ejemplo, el gobierno danés ha estado usando activamente una variante de UBL denominada OIOXML desde 2005, como parte de sus iniciativas de Gobierno-e. Desde junio de 2007, el gobierno islandés ha comenzado a recibir y aceptar como plenamente legales todo tipo de facturas electrónicas que se adapten al perfil 4 del subconjunto NES. En estos momentos hay trabajos activos en Italia, España, Holanda y en la propia Comisión Europea. 
Los trabajos del NES han sido transferidos al grupo de trabajjo CEN/BII y están siendo una herramienta importante en el proyecto PEPPOL (Pan European Public Procurement Proyect).

## Versión española de UBL, basada en CCI
En España, el principal uso de UBL se da en la codificación electrónica de facturas. El Comité de Adaptación de UBL a España ha estado trabajando activamente para promocionar UBL, habiendo publicado guías de implementación para facilitar su adopción.